# Régine Pernoud
Régine Pernoud (Château-Chinon, 17 giugno 1909 – Parigi, 22 aprile 1998) è stata una storica francese, specialista del Medioevo.

## Biografia
Visse fino al 1928 a Marsiglia, quarta figlia di una famiglia numerosa; nonostante le difficoltà economiche, conservò di questo periodo un ricordo felice. Nel 1929 ottenne il diploma superiore in lettere all'Università di Aix-en-Provence. Conseguì il diploma di laurea in lettere all'Università di Parigi nel 1935 e si diplomò anche all'École nationale des chartes e all'École du Louvre.
Appartenendo a una famiglia povera fu costretta a svolgere svariati lavori precari (istitutrice, lezioni private, archivista) prima di essere assunta nel 1947 con il titolo di conservatore al Museo di Reims. Nel 1949 divenne conservatore al Museo della Storia di Francia, per poi passare agli Archivi nazionali francesi; diresse infine il centro Giovanna d'Arco di Orléans (che fondò nel 1974 su richiesta di André Malraux).
Régine Pernoud pubblicò una grande produzione storica da dotta medioevalista ma effettuò anche una notevole opera di divulgazione sul periodo medievale.

## Attività di ricerca
Ha voluto riscoprire e rivalutare i cosiddetti “secoli bui” del medioevo, che lei non avrebbe voluto che fosse più chiamato così, ma piuttosto “civiltà cristiana romano-germanica”. Con le sue ricerche e i suoi lavori scientifici ha cercato di dimostrare che i mille anni dal 400 al 1400, furono molto più ricchi di cultura, di arte, di scienza, di quello che si è voluto far credere successivamente, e che la nostra civiltà ha un grande debito morale e culturale verso quei secoli.
Fu una delle più grandi specialiste su Giovanna d'Arco che descrisse come:
(Régine Pernoud)
Le sue opere  descrivono la posizione centrale della famiglia nella società medioevale e la condizione privilegiata della donna all'interno di essa. La donna dei ceti alti deteneva anche un importante potere politico, e vi furono donne come Giovanna d'Arco, Eleonora d'Aquitania, Matilde di Canossa, Ildegarda di Bingen, Caterina da Siena che cambiarono veramente la storia. Il suo libro su Cristina da Pizzano apre una finestra su una scrittrice medievale, di origini italiane (nata a Bologna nel 1364, come dimostrato da Elena Nicolini, nel 1938, Università di Roma La Sapienza, nella sua tesi magistrale, pubblicata sulla Rivista Filologia Romanza: "Cristina da Pizzano, l'origine e il nome).  
(Régine Pernoud)
Secondo Pernoud il Codice Napoleonico segnò un momento di arretramento della posizione civile della donna, rinforzando notevolmente il potere del maschio nella società e rendendo la donna molto più subalterna di prima. Inoltre la Rivoluzione francese, proponendo l'uomo quasi esclusivamente come cittadino, lo ha molto disumanizzato
(Régine Pernoud)

## Premi
- Grand Prix de la Ville de Paris, 1978
- Récompensée par l'Académie française pour l'ensemble de son oeuvre, 1997

## Opere
- Essai sur l'histoire du port de Marseille des origines à la fin du XIIIe siècle, thèse pour le doctorat présentée à la Faculté des lettres de l'Université de Paris, 1935
- L'Unité française, PUF, 1944
- Lumière du Moyen Age, Grasset, 1944
- Les villes marchandes aux XIVe et XVe siècles, impérialisme et capitalisme au Moyen-âge, La Table Ronde, 1948
- Vie et mort de Jeanne d'Arc; les témoignages du procès de réhabilitation 1450-1456, Hachette, 1953
- Les grandes époques de l'art en Occident, Ed. du Chêne, 1954
- Les Gaulois, Seuil, 1957
- Les Croisés, Hachette, 1959
- Un Chef d'état, Saint Louis de France, Gabalda et cie, 1960
- Histoire de la bourgeoisie en France; I. Des origines aux temps modernes; II. Les temps modernes, Seuil, 1960-1962
- Les Croisades, Julliard, 1960
- Croyants et incroyants d'aujourd'hui, Cerf, 1962
- Jeanne d'Arc par elle-même et par ses témoins, Seuil, 1962
- Notre Dame de Paris, La Documentation française, 1963
- L'histoire des rois mages: selon l'Évangile de saint Matthieu, Trianon, 1964
- La Formation de la France, PUF, 1966
- Aliénor d'Aquitaine, Albin Michel, 1966
- Héloïse et Abélard, Albin Michel, 1967
- 8 mai 1429, la libération d'Orléans, Gallimard, 1969
- L'histoire racontée à mes neveux, Stock, 1969
- Jeanne devant les Cauchons, Seuil, 1970
- Beauté du Moyen Age, Gautier Languereau, 1971
- La Reine Blanche, Albin Michel, 1972
- Les Templiers, PUF, col. Que sais-je?, 1974
- Pour en finir avec le Moyen Age, Seuil, 1977
- Les Hommes de la Croisade, Tallandier, 1977
- La Femme au temps des cathédrales, Stock, 1980
- Sources de l'art roman (avec Madeleine Pernoud), Berg international, 1980
- Jeanne d'Arc (avec Madeleine Pernoud), Seuil, 1981
- Christine de Pisan, Calmann-Lévy, 1982
- Le Tour de France médiéval: l'histoire buissonnière (avec Georges Pernoud), Stock, 1982
- La Plume et le parchemin, Denoël, 1983
- Jeanne et Thérèse, Seuil, 1984
- Les Saints au Moyen Âge: la sainteté d'hier est-elle pour aujourd'hui ?, Plon, 1984
- Saint Louis et le crépuscule de la féodalité, A. Michel, coll. Lh'omme et l'événement, 1985
- Le Moyen Âge pour quoi faire ? (avec Raymond Delatouche et Jean Gimpel). Stock, 1986.
- Isambour: la reine captive, Stock, 1987
- Jeanne d'Arc et la guerre de Cent ans, Denoël, 1990
- La Vierge et les saints au Moyen âge, C. de Bartillat, coll. Esprits, 1991
- La spiritualité de Jeanne d'Arc, Mame, Parigi 1992
- Villa Paradis: souvenirs, Stock, 1992
- Hildegarde de Bingen: conscience inspirée du XIIe siècle, le Grand livre du mois, 1994
- J'ai nom Jeanne la Pucelle, coll. Découvertes Gallimard (nº 198), Paris: Gallimard, 1994
- Réhabilitation de Jeanne d'Arc, reconquête de la France, Éd. du Rocher-J.-P. Bertrand, 1995
- Richard Coeur de Lion, le Grand livre du mois, 1995
- Les Templiers, chevaliers du Christ, coll. Découvertes Gallimard (nº 260), Gallimard, 1995
- Celui par qui la Gaule devint chrétienne, Gallimard jeunesse, 1996
- Jardins de monastères, Actes Sud, 1996
- Martin de Tours, Bayard-Centurion, 1996
- Saint Jérôme: père de la Bible (avec Madeleine Pernoud), Éd. du Rocher, 1996
- Jeanne d'Arc, Napoléon: le paradoxe du biographe, Éd. du Rocher, 1997
- Histoire et lumière, Éd. du Cerf, 1998
- Visages de femmes au Moyen Âge, Zodiaque, 1998

## Opere tradotte in italiano
- Luce del Medioevo, Giovanni Volpe Editore, Roma, 1978
- Giovanna d'Arco, Città Nuova, Roma 1987, in collaborazione con Marie-Veronique Clin
- Giovanna d'Arco. Una vita in breve, Edizioni Paoline, Cinisello Balsamo Milano 1992
- La donna al tempo delle cattedrali, Rizzoli, Milano 1986
- I santi nel Medioevo, Rizzoli, Milano 1986
- Storia della borghesia in Francia. Dalle origini all'inizio dell'età moderna, Jaca Book, Milano 1986
- Riccardo Cuor di Leone, Rusconi, Milano 1989
- I templari, Effedieffe, Milano 1993
- Bianca di Castiglia. Una storia di buon governo, ECIG, Genova 1994
- La Vergine e i Santi nel Medioevo, Piemme, Casale Monferrato 1994
- Storia e visioni di Santa Ildegarda, Piemme, Casale Monferrato 1996
- Storia di una Scrittrice Medievale: Cristina da Pizzano, Jaca Book, Milano 1996
- La spiritualità di Giovanna d'Arco, traduzione di Giorgio Cavalli, Jaca Book, Milano 1998. ISBN 88-16-40480-9
- Testimoni della luce, traduzione di Marco Respinti, Gribaudi, Milano 1999. ISBN 88-7152-537-X
- Eleonora d'Aquitania, traduzione di Maria Manganelli e Costante Marabelli; Jaca Book, Milano, 2012. ISBN 978-88-1640-104-4